# Ostrowąs (Pomerania Occidental)
Ostrowąs [pronunciación en polaco: /ɔsˈtrɔvɔ̃s/] (en alemán: Wusterhansberg) es un pueblo ubicado en el distrito administrativo de Gmina Połczyn-Zdrój, dentro del Condado de Świdwin, Voivodato de Pomerania Occidental, en el norte de Polonia occidental. Se encuentra aproximadamente a 4 kilómetros al suroeste de Połczyn-Zdrój, a 20 kilómetros al este de Świdwin, y a 105 kilómetros al este de la capital regional Szczecin. El pueblo tiene una población de 30 habitantes.
Antes de 1945, el área fue parte de Alemania. Para la historia de la región, véase Historia de Pomerania.